# Vytautas Šilinskas
Vytautas Šilinskas (* 30. Dezember 1985 in Sugintai, Rajongemeinde Šilutė) ist ein litauischer Jurist und Politiker. 2024 war er Minister für Soziales und Arbeit.

## Leben
Nach dem Schulbesuch  von 2000 bis 2005 mit Abitur am Gymnasium Šilutė absolvierte Vytautas Šilinskas von 2005 bis 2010 ein Magisterstudium der Rechtswissenschaft  an der Universität Vilnius und von  2021 bis 2022 das International Executive MBA-Programm am Baltic Management Institute in der litauischen Hauptstadt Vilnius.  Von 2008 bis 2016 arbeitete er als Associate-Jurist, von 2016 bis 2020 als Senior Associate und 2020 als Associated Partner bei der Rechtsanwaltskanzlei „TGS Baltic“. Von 2020 bis 2021 war Vytautas Šilinskas Rechtsanwalt. Seit 2021 arbeitet er im Sozial- und Arbeitsministerium der Republik Litauen. Bis Juni 2024 war er Vizeminister unter der Leitung der Sozialministerin Monika Navickienė und der kommissarischen Ministerin Gintarė Skaistė und vom 27. Juni 2024 bis Dezember 2024 Minister im Kabinett Šimonytė, geleitet von Ingrida Šimonytė, ernannt von Gitanas Nausėda. 
Vytautas Šilinskas ist verheiratet und hat drei Kinder.